# Karrueche Tran
Karrueche Tran (Los Angeles, 17 maggio 1988) è un'attrice e modella statunitense.

## Biografia
Karrueche Tran è nata il 17 maggio 1988 a Los Angeles, in California. È di madre vietnamita e padre afroamericano. Ha un fratello minore. Ha frequentato prima la Fairfax High School per poi diplomarsi alla Birmingham High School nel 2006. Ha iniziato la sua carriera nel settore della moda come personal shopper. Dal 2009 al 2012 ha lavorato presso Nordstrom a Canoga Park. Successivamente, ha lavorato come stilista di celebrità a Hollywood. Ha attirato l'attenzione del pubblico per la prima volta quando ha iniziato a frequentare il cantautore Chris Brown nel 2011.
In quel periodo ha iniziato a sfilare per alcuni marchi locali, tra cui Crooks & Castles e The KIll.  Nel 2010, ha iniziato ad interpretare Vivian Johnson nella webserie The Bay. Per questa serie, ha vinto 4 Daytime Emmy Awards. Nel 2014, ha condotto il red carpe dei BET Awards. L'anno seguente, ha recitato nella serie Vanity. Nel 2015, ha fatto da modella per Le Coq sportif. Nello stesso anno, ha iniziato a lavorare con la Wilhelmina Models. Inoltre, è apparsa anche su copertine di diverse riviste, tra cui Rolling Out, Flaunt Magazine, Ouch Magazine, The Hundreds, Cliche Magazine, Bleu Magazine, Annex Magazine e ELLE. Il primo film in cui ha recitato è stato 3-Headed Shark Attack, diretto da Christopher Ray. Nel 2016, ha recitato in A Weekend with the Family, Only for One Night, Welcome to Willits e The Nice Guys. Dal 2017 al 2022, ha recitato nella serie Claws.
Nel 2020 ha recitato, tra gli altri nella serie della FOX Deputy e nel film Sotto attacco. Dal 2022, interpreta Ivy nella serie Bel-Air.

## Filmografia

### Attrice

#### Cinema
- 3-Headed Shark Attack, regia di Christopher Ray (2015)
- A Weekend with the Family, regia di Chris Stokes (2016)
- The Nice Guys, regia di Shane Black (2016)
- Only for One Night, regia di Chris Stokes (2016)
- Welcome to Willits, regia di Trevor Ryan (2016)
- The Honor List, regia di Elissa Down (2018)
- Never Heard, regia di Josh Webber (2018)
- Jay e Silent Bob - Ritorno a Hollywood (Jay and Silent Bob Reboot), regia di Kevin Smith (2019)
- Sotto attacco (Embattled), regia di Nick Sarkisov (2020)
- House Party, regia di Calmatic (2023)
- Divinity, regia di Eddie Alcazar (2023)

#### Televisione
- The Bay - serie TV, 62 episodi (2010-in corso)
- The Fright Night Files, regia di Russ Parr e R.L. Scott - film TV (2014)
- The Dead Diaries - serie TV, episodio 1x04 (2014)
- Single Ladies - serie TV, episodio 4x03 (2015)
- Vanity - serie TV, 11 episodi (2015)
- Truth Be Told - serie TV, episodio 1x10 (2015)
- Relationship Status - serie TV, episodio 1x11 (2016)
- Claws - serie TV, 40 episodi (2017-2022)
- Deputy - serie TV, 3 episodi (2020)
- The Last O.G. - serie TV, episodio 3x03 (2020)
- Queen of Stylez - miniserie TV, episodio 1x03 (2020)
- Games People Play - serie TV, 9 episodi (2021)
- Bel-Air - serie TV, 6 episodi (2022-in corso)

#### Cortometraggi
- Autumn Leaves - Chris Brown feat. Kendrick Lamar (2015)
- My Time (Claws Remix) - Saweetie

### Produttrice
- The Bay - serie TV, 45 episodi (2015-in corso)

## Riconoscimenti
- Daytime Emmy Awards
  - 2016 - Miglior serie drammatica digitale per The Bay
  - 2017 - Miglior serie drammatica digitale per The Bay
  - 2018 - Miglior serie drammatica digitale per The Bay
  - 2019 - Candidatura alla miglior serie drammatica digitale per The Bay
  - 2021 - Candidatura alla miglior miniserie drammatica per The Bay
  - 2021 - Miglior attrice per The Bay